# Jen Psaki
Jennifer Rene "Jen" Psaki (Stamford, Connecticut, 1 de dezembro de 1978) é uma conselheira política que serviu como Secretária de Imprensa da Casa Branca no governo Joe Biden de 2021 a 2022, tendo servido anteriormente como porta-voz do Departamento de Estado dos Estados Unidos na administração Barack Obama.

## Biografia
Psaki, com ascendentes gregos e poloneses, nasceu em Stamford, Connecticut. Graduada pela Greenwich High School em 1996 e pelo College of William & Mary em 2000.